# Ivan Sabbe
Ivan Sabbe (Bavikhove, 10 oktober 1960) is een Belgisch bedrijfsleider en voormalig politicus voor LDD. Daarvoor was hij politiek actief voor de VLD en van 2009 tot 2014 zetelde hij in het Vlaams Parlement.

## Levensloop
Nadat zijn vader Jan Sabbe onverwacht overleed bij een verkeersongeval, nam Ivan Sabbe samen met zijn broer Michel en zus Cathy het familiale tapijtbedrijf PRADO-VTW over. Hij studeerde tevens textielkunde aan de Hochschule Niederrhein in Duitsland en behaalde een Master of Business Administration aan de Flanders Business School. Hij stond zes jaar als gedelegeerd bestuurder mee aan het hoofd van PRADO-VTW. In 1990 werd dit bedrijf verkocht aan Associated Weavers. Vervolgens werkte Sabbe drie jaar lang als verkoops- en marketingdirecteur bij Pauwels International, een producent van transformatoren. Sabbe zette daarna de Belgische afdeling van de Duitse supermarktketen Lidl op, waar hij van 1993 tot 2006 als CEO voor België werkte. In die hoedanigheid wist hij in korte tijd 278 Lidl-vestigingen op te richten, die een omzet van een miljard euro opleverden. Om die reden werd hij ook belast met de oprichting van Lidl-afdelingen in Luxemburg, Nederland, Zweden, Finland en Tsjechië. Hierna stapte hij in de Centraal-Europese winkelvastgoedsector.
Hij was vanaf 1985 actief voor de liberale PVV en daarna de VLD en zetelde voor de partij van 1989 tot 1997 in de gemeenteraad van Kortrijk. Hij sloot zich in juni 2007 aan bij de net opgerichte Lijst Dedecker, waar hij een tijdje co-voorzitter en ondervoorzitter was en mee de krijtlijnen van de partij uitzette. Na de rechtstreekse Vlaamse verkiezingen van 7 juni 2009 kwam hij eind juni 2009 voor de kieskring West-Vlaanderen in het Vlaams Parlement terecht als opvolger van Jean-Marie Dedecker, die aan zijn mandaat verzaakte. Dedecker besloot om lid van de Kamer van volksvertegenwoordigers te blijven. Ivan Sabbe bleef Vlaams volksvertegenwoordiger tot mei 2014.
In 2012 nam hij het bedrijf ISPC, een horecaspecialist, over. In 2014 besloot hij zich volop toe te leggen op het ondernemerschap en niet meer op te komen bij de verkiezingen dat jaar, waarvoor de vooruitzichten voor zijn partij LDD niet goed waren. In datzelfde jaar kocht hij de visgroothandel Océan Marée. In 2017 verkocht hij ISPC voor 30 miljoen euro aan Sligro Food Group.
In 2024 stelde hij zich opnieuw verkiesbaar, deze keer voor de pas opgerichte partij Voor U rond Els Ampe. Sabbe trekt de Kamerlijst in West-Vlaanderen.